# Georges Russell
Georges William Russell (8 mai 1790 – 16 juillet 1846) est un officier, diplomate et homme politique britannique.

## Biographie
Second fils de John Russell (6e duc de Bedford) et frère du Premier ministre du Royaume-Uni John Russell (1er comte Russell), il siège comme député pour Bedford de 1812 à 1830. Il est investi en tant que Compagnon de l'Ordre du Bain (CB) en 1831. Il occupe le poste de Ministre à Lisbonne en août 1833, Ministre au Wurtemberg en novembre 1833 et d'ambassadeur à Berlin en 1835. Il est investi en tant que Chevalier Grand-Croix de l'Ordre du Bain (CG) en 1838 et obtient le grade de major-général en novembre 1841.
Il épouse Elizabeth Anne Rawdon, petite-fille d'Elizabeth Rawdon, comtesse de Moira (en). Ils sont les parents de Francis Russell, 9e duc de Bedford, Arthur Russell (1825-1892) et Odo Russell (1er baron Ampthill).
Dès qu'il prend le grade de lieutenant dans le 1er Dragoon Guards, Russell est nommé Aide de camp (ADC) de George Ludlow sur son Expédition de Copenhague en 1807. Au cours de la Guerre d'indépendance espagnole, il combat à la Bataille de Talavera, le 27 juillet 1809, où il est blessé. Ensuite, il est aide de camp du Général Thomas Graham en 1810 et combat à la Bataille de Barrosa en 1811. Il est aide de camp du Vicomte de Wellington (plus tard, le duc de Wellington) en 1812, et de nouveau en 1817, lorsque le duc est ambassadeur à Paris.